# Werk 2

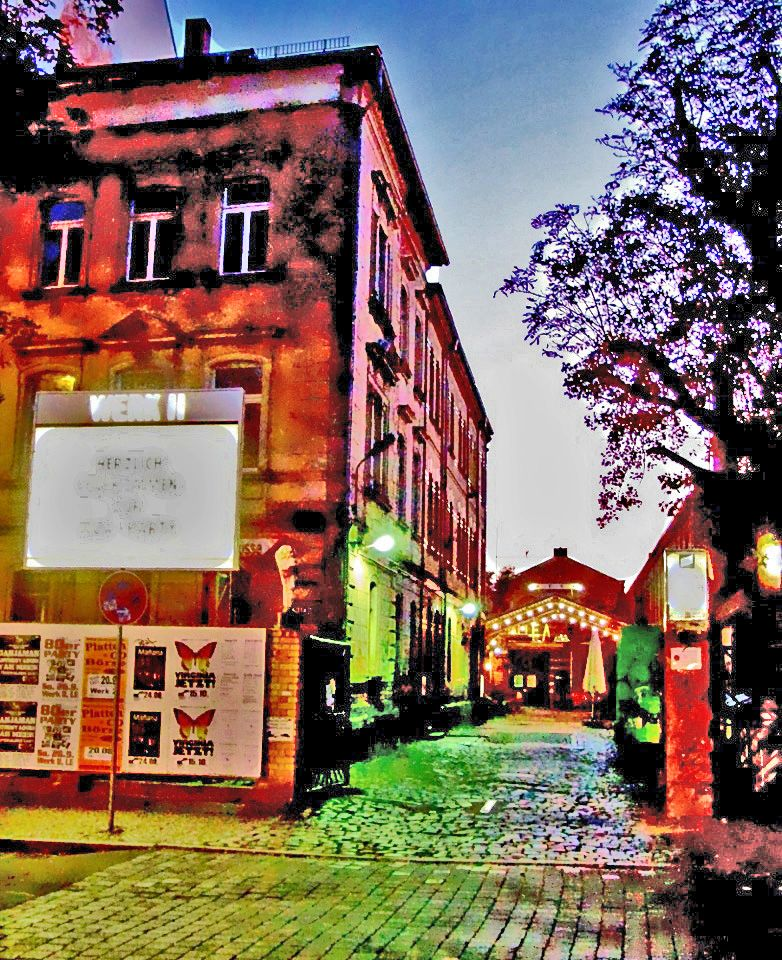
Das Werk 2 am Connewitzer Kreuz

Das Werk 2 ist ein Soziokulturelles Zentrum im Süden Leipzigs, das aus einem ehemaligen Betriebsgelände unmittelbar am Connewitzer Kreuz entstand. Es wird vom Werk 2 e. V. verwaltet und stellt für die Kulturszene der Stadt einen wichtigen Veranstaltungsort dar. Das Werk 2 beherbergt Werkstätten (Keramik, Glasbläserei, Grafikdruck), Büros, Gruppen und Vereine (Senioren Computer Club, Gesellschaft für Völkerverständigung e. V. etc.) sowie Künstlerateliers. Das Veranstaltungsspektrum ist breit. Es reicht von Trommelkursen und Discos bis hin zu Konzerten international bedeutender Bands. Das Gelände dient den Cammerspielen Leipzig als Spielstätte und ist auch Ort der Pop-Up-Musikmesse. Bis 2013 war es einer von mehreren Veranstaltungsorten des Wave-Gotik-Treffens. Das Café ConnStanze komplettiert das Angebot. 1995 nutzte das ZDF das Werk 2 für zwei Sendereihen („Doppelpunkt“, „WERK 2 – Nachtschicht“).

## Geschichte
Die Gebäude des Werk 2 wurden 1848 für eine Gasmesserfabrik des Franzosen Ed. Siry errichtet. 1886 erfolgte die Erweiterung durch den Neubau der Halle A. 1888 wurde das Unternehmen durch die Firma Schirmer, Richter & Co übernommen. Nach Gründung der DDR gelangte das Gelände 1952 in Volkseigentum. Das Werk war Betriebsteil des VEB Werkstoffprüfmaschinen Leipzig und erhielt die Bezeichnung „WERK II“. Nach der Wende war das Werk kurzzeitig in den Händen der Beschäftigungs-, Qualifizierungs- und Entwicklungsgesellschaft Leipzig-Süd mbH (BQEG).
Nach Stilllegung als Produktionsstätte begann 1992 die Nutzung als „Kulturfabrik“. Der Leipziger Kulturzentrum Connewitzer Kreuz e. V., später in WERK 2 – Kulturfabrik Leipzig e. V. umbenannt, wurde gegründet, Vereine und Projekte siedelten sich im Werk 2 an. Nach Vorlage eines Nutzungskonzepts im Jahr 1995 beschloss die Stadt Leipzig 1996 den Kauf der Immobilie und seine weitere Nutzung als soziokulturelles Zentrum. Mit umfangreichen Baumaßnahmen wurde 1996 die Schaffung einer 1000 Quadratmeter großen Veranstaltungshalle (Halle A) begonnen, deren Fertigstellung sich aufgrund von Planungsmängeln und Nachforderungen im Genehmigungsverfahren bis 1999 verzögerte. 1997 erhielt der Verein einen auf 20 Jahre befristeten Nutzungsvertrag. Im gleichen Jahr wurde die Halle E durch Brandstiftung zerstört. Die Halle D wurde 2001 baurechtlich gesperrt. 2002 erstellten die Architekten Augustin und Imkamp im Auftrag des Kulturamts der Stadt und des Trägerveins Werk 2 einen Masterplan zur Sanierung des Objekts. Ab 2009 wurde die Halle D neu gebaut und im September 2010 eröffnet. 2012 wurde die Auffahrt zur Freifläche neu erstellt und der Hof neu gepflastert.